# لی ایل هوا
لی ایل هوا (کره‌ای: 이일화؛ زادهٔ ۲۴ فوریه ۱۹۷۱) بازیگر اهل کره جنوبی است. او حرفهٔ بازیگری خود را از ۱۹۹۱ آغاز کرد و از آن زمان در مجموعه‌های تلویزیونی متعددی از جمله سری‌های پاسخ حضور پیدار کرده‌است.
از آثار دیگری که در آنها ایفای نقش کرده می‌توان به عشق وحشی، مدیر خوب و زندگی خصوصی او اشاره کرد.